# ПАК біля мису Сарич
Прибережний аквальний комплекс біля мису Сарич — гідрологічна пам'ятка природи місцевого значення, розташована неподалік від села Кизилове Бахчисарайського району. Створена відповідно до Постанови ВР АРК № 97 від 22 лютого 1972 року.

## Загальні відомості
Землекористувачем сухопутна земельна ділянка пам'ятки: ДП «Севастопольське дослідне лісомисливське господарство» (Орлинівське лісництво) — 3,3720 га; в/ч 2382 МОУ — 0,1410 га. Землі водного фонду площею 58,7701 га не надані у власність або користування. Площа — 62,2831 гектарів. Розташована в межах міста Бахчисарайського району (Кизилове), на південний схід від Ласпінської бухти, за 3,5 км на захід від селища Форос, біля мису Сарич — найпівденнішої точки Криму.
Охоронна зона пам'ятки природи «Прибережний аквальний комплекс біля мису Сарич» встановлена з метою захисту особливо охоронюваної природної території від несприятливих антропогенних впливів.